# Sistema monofásico

Voltaje en un sistema de corriente monofásico.

En ingeniería eléctrica, un sistema monofásico es un sistema de producción, distribución y consumo de energía eléctrica formado por una única corriente alterna o fase y por lo tanto todo el voltaje varía de la misma forma.  La distribución monofásica de la electricidad se suele usar cuando las cargas son principalmente de iluminación y de calefacción, y para pequeños motores eléctricos. Un suministro monofásico conectado a un motor eléctrico de corriente alterna no producirá un campo magnético giratorio, por lo que los motores monofásicos necesitan circuitos adicionales para su arranque, y son poco usuales para potencias por encima de los 10 kW. El voltaje y la frecuencia de esta corriente dependen del país o región, siendo 115 y 230 los valores más extendidos para el voltaje (siendo dominante  el de 230, debido a la recarga de vehículos  eléctricos) y 50 o 60 Hercios para la frecuencia.

## Neutro y tierra
La corriente alterna que llega a nuestros hogares es monofásica. En corriente monofásica existe una única 
señal de corriente, que se transmite por el cable de fase (L) y retorna por el cable de neutro que cierra el circuito (N). Por otro lado, el cable a tierra es un conductor el cual esta destinado a conducir la descarga a tierra de algún artefacto en mal estado o por mal manejo de estos por parte del usuario.
Tanto la fase, como el neutro y tierra, se diferencian por el color de su envolvente, según un código de colores que depende del país donde se usen.
En Europa, el cable lleva un recubrimiento o funda y dentro se encuentra el cable de marrón (fase), neutro (azul) y tierra (bicolor amarrilo-verde). 